# Horbaci, Bobrovîțea
Horbaci (în ucraineană Горбачі) este localitatea de reședință a comunei Horbaci din raionul Bobrovîțea, regiunea Cernihiv, Ucraina.

## Demografie
Componența lingvistică a localității Horbaci
     Ucraineană (98,93%)
     Rusă (1,07%)
Conform recensământului din 2001, majoritatea populației localității Horbaci era vorbitoare de ucraineană (98,93%), existând în minoritate și vorbitori de rusă (1,07%).